# Emmily Pinheiro
Emmily Pinheiro, född 3 november 1985, är en friidrottare från Brasilien. Hon deltog vid olympiska sommarspelen 2008.